# Piazza São Francisco
Piazza São Francisco (in portoghese, Praça São Francisco) è una piazza storica di São Cristóvão, in Sergipe, Brasile. La piazza, o praça, è uno spazio aperto circondato da edifici del periodo coloniale portoghese come la Chiesa e il Convento di Santa Cruz (Chiesa di São Francisco), l'Ospedale e la Chiesa della Misericórdia, il Palazzo Provinciale ed edifici di epoche successive. Il complesso è un esempio ben conservato dell'architettura coloniale spagnola e francescana portoghese del nord-est del Brasile.

## Descrizione
Piazza São Francisco è uno spazio aperto pavimentato in pietra che misura 73 metri (240 ft) per 51 metri (167 ft). La sua configurazione riflette sia l'influenza spagnola che quella portoghese, essendo organizzata come una plaza mayor, il tipico spazio pubblico delle città coloniali spagnole, seguendo le prescrizioni del Codigo Philippino, un codice di leggi introdotto dall'Unione iberica di Spagna e Portogallo nel 1603. Il progetto della città si sviluppò secondo il modello coloniale portoghese dopo la fine dell'unione nel 1640. La piazza rappresenta un raro esempio di fusione tra urbanistica coloniale spagnola e portoghese. Piazza São Francisco è circondata da strutture religiose, amministrative e residenziali; nel tempo furono costruite ulteriori strutture religiose e residenziali appena oltre la piazza vera e propria.
Il 1º agosto 2010 il sito, che copre 3 ettari (7,4 acri), è stato selezionato come Patrimonio dell'umanità dall'UNESCO. È gestito da un ufficio regionale dell'Istituto Nazionale dei Beni Storici e Artistici (IPHAN) e dal Comune.

## Storia
São Cristóvão era divisa in due zone distinte: la città bassa, o cidade baixa, dove si trovavano il porto, le fabbriche e le case popolari; e la città alta, o cidade alta, situata sulla cima di una collina. La piazza São Francisco si sviluppò come punto focale della città alta e divenne la sede delle istituzioni coloniali civili, militari e religiose. Offriva anche un punto di osservazione militare strategico per monitorare la città bassa, le regioni terrestri intorno a São Cristóvão e la costa dell'Oceano Atlantico.
São Cristóvão fu invasa dagli olandesi nel 1634 come parte dell'invasione olandese del Brasile. Le truppe luso-spagnole, al comando del conte di Bagnoli, distrussero i raccolti, dispersero il bestiame e incitarono la popolazione alla diserzione. Gli olandesi, che trovarono una città semideserta, completarono la distruzione sia di São Cristóvão che delle strutture intorno alla piazza. Nel 1645 gli olandesi furono espulsi da Sergipe nel 1645 e lasciarono la città in rovina. La capitaneria di Sergipe fu annessa a quella di Bahia alla fine del XVII secolo e São Cristóvão divenne il centro amministrativo regionale, con i suoi edifici amministrativi incentrati sulla piazza. La città e la piazza furono attaccate dagli abitanti di Vila Nova, che si opposero alla riscossione delle tasse portoghesi; e un'invasione nel 1763 di mocambos, o schiavi afro-brasiliani fuggitivi, e popolazioni indigene.

## Accesso
Piazza São Cristóvão si trova 26 chilometri (16 mi) dalla capitale dello stato di Aracaju. La maggior parte dei suoi edifici storici sono aperti al pubblico e possono essere visitati.